# Imma arenaria
Imma arenaria är en fjärilsart som beskrevs av Diakonoff 1955. Imma arenaria ingår i släktet Imma och familjen Immidae. Inga underarter finns listade i Catalogue of Life.